# Detritus (Geologie)

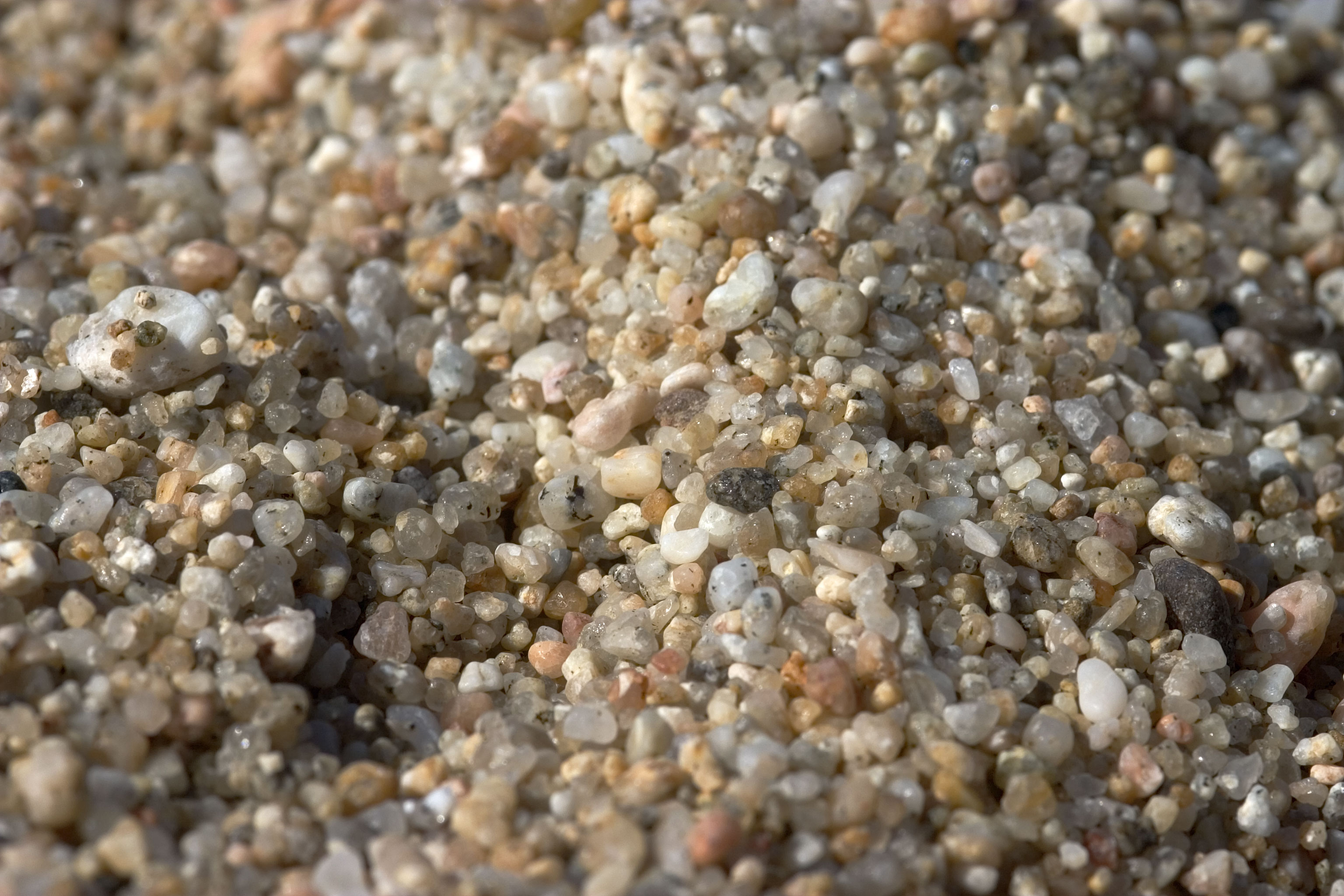
Nahaufnahme von Strandsand. Die meisten Körner dürften aus Quarz sein, es sind aber auch deutlich ein paar Gesteinsbruchstücke (dunkel-fleckig) zu erkennen.

Detritus (lat. detritus „abgerieben“) steht in der Geologie für lockere mineralische Substanz, die durch Erosion von ihrem Ursprungsort entfernt und an anderer Stelle wieder abgelagert wird. Dabei handelt es sich entweder um mehr oder weniger kleine Körner aus jeweils einem bestimmten Mineral oder um entsprechend große Bruchstücke eines sehr feinkörnigen (dichten) Gesteins.
Solcherart transportierter und abgelagerter Detritus wird im Verband auch als detritisches Sediment bezeichnet und die entsprechende mineralische Substanz in diagenetisch veränderten Sedimentgesteinen als allothigenes Material.
Abführendes Medium kann sowohl strömende Luft als auch strömendes Wasser sein, seltener Gletschereis. Während in terrestrischem Milieu vor allem Verwitterung für die Erzeugung von Lockermaterial aus anstehendem Gestein sorgt, spielt in flachmarinem Milieu Bioerosion eine nicht unbedeutende Rolle, und die mineralische Substanz entstammt nicht selten den Kalkskeletten mariner Organismen.

## Liefergebiet
Während karbonatischer (in erster Linie calcitischer) Detritus nur in flachmarinem Milieu chemisch langzeitstabil (d. h. vor Auflösung geschützt) ist (vgl. chemische Verwitterung), wird silikatischer Detritus, speziell Quarz und einige Schwerminerale, auch von Süßwasser in aller Regel nicht angegriffen. Der Ursprungsort von vor allem solchem silikatischen Detritus wird Liefergebiet genannt. Es handelt sich dabei um die exponierten Hochlagen (oberhalb der Erosionsbasis) im Umland eines Sedimentbeckens. Ein Liefergebiet umfasst insbesondere die in diese Hochlagen hineinreichenden Einzugsgebiete der permanenten und temporären Gewässer, durch die der Detritus transportiert („angeliefert“) und durch die bzw. in denen er schließlich abgelagert wird. Die Größe der Detrituskörner oder -partikel bzw. die Breite ihres Größenspektrums (Kornsortierung, in Bezug auf das Sediment auch als texturelle Reife bezeichnet) und ihre mineralische Einförmigkeit (Homogenität, in Bezug auf das Sediment auch als kompositionelle Reife bezeichnet), geben Aufschluss auf die Distanz des Ablagerungsortes zum Liefergebiet: Je grober und/oder inhomogener der Detritus (d. h. je „unreifer“ das Sediment), desto näher (proximaler) lag das Liefergebiet, je feinkörniger und homogener der Detritus, desto weiter entfernt (distaler) lag das Liefergebiet.

## Abgrenzung
Einen ähnlichen Detritusbegriff gibt es auch in der Bodenkunde und Gewässerkunde, jedoch steht er dort vorwiegend für Reste von Lebewesen, das heißt für zerfallen(d)es organisches Material.

### Allgemein
- Christiane Martin, Manfred Eiblmaier (Hrsg.): Lexikon der Geowissenschaften. 6 Bände. Spektrum, Akademischer Verlag, Heidelberg u. a. 2000–2002, ISBN 3-8274-1655-8
- Hans Murawski, Wilhelm Meyer: Geologisches Wörterbuch. 12. Auflage. Spektrum Akademischer Verlag, 2010, ISBN 978-3-8274-1810-4, S. 30